# Gran Premio degli Stati Uniti d'America 1988
Il Gran Premio degli Stati Uniti 1988 fu una gara di Formula 1, disputatasi il 19 giugno 1988 sul Circuito di Detroit. Fu la sesta prova del mondiale 1988 e vide la vittoria di Ayrton Senna su McLaren - Honda, seguito da Alain Prost e da Thierry Boutsen.

## Prima della gara
- La Minardi sostituì Adrián Campos con Pierluigi Martini, già pilota della scuderia faentina tre anni prima.

## Qualifiche
Senna si impose nettamente sugli avversari, conquistando la pole position con quasi un secondo di vantaggio sul più vicino degli inseguitori, Berger. Prost, compagno di squadra del brasiliano, ottenne invece solo il quarto posto, alle spalle anche del secondo pilota della Ferrari Alboreto; seguivano poi Boutsen, Mansell, Nannini e Piquet. Durante la sessione di sabato Ivan Capelli ebbe un brutto incidente, che gli causò una frattura ad un piede, impedendogli di partecipare alla gara.

### Classifica
| Pos                     | No | Pilota             | Costruttore                    | Tempo    | Distacco |
| ----------------------- | -- | ------------------ | ------------------------------ | -------- | -------- |
| 1                       | 12 | Ayrton Senna       | McLaren - Honda                | 1'40"606 |          |
| 2                       | 28 | Gerhard Berger     | Ferrari                        | 1'41"464 | +0"858   |
| 3                       | 27 | Michele Alboreto   | Ferrari                        | 1'41"700 | +1"094   |
| 4                       | 11 | Alain Prost        | McLaren - Honda                | 1'42"019 | +1"413   |
| 5                       | 20 | Thierry Boutsen    | Benetton - Ford                | 1'42"690 | +2"084   |
| 6                       | 5  | Nigel Mansell      | Williams - Judd                | 1'42"897 | +2"291   |
| 7                       | 19 | Alessandro Nannini | Benetton - Ford                | 1'43"117 | +2"511   |
| 8                       | 1  | Nelson Piquet      | Lotus - Honda                  | 1'43"314 | +2"708   |
| 9                       | 17 | Derek Warwick      | Arrows - Megatron              | 1'43"799 | +3"193   |
| 10                      | 6  | Riccardo Patrese   | Williams - Judd                | 1'43"810 | +3"204   |
| 11                      | 14 | Philippe Streiff   | AGS - Ford                     | 1'44"204 | +3"598   |
| 12                      | 22 | Andrea De Cesaris  | Rial - Ford                    | 1'44"216 | +3"610   |
| 13                      | 15 | Maurício Gugelmin  | March - Judd                   | 1'44"474 | +3"868   |
| 14                      | 30 | Philippe Alliot    | Lola Larrousse - Ford          | 1'44"590 | +3"984   |
| 15                      | 17 | Eddie Cheever      | Arrows - Megatron              | 1'45"038 | +4"432   |
| 16                      | 23 | Pierluigi Martini  | Minardi - Ford                 | 1'45"048 | +4"442   |
| 17                      | 3  | Jonathan Palmer    | Tyrrell - Ford                 | 1'45"268 | +4"662   |
| 18                      | 26 | Stefan Johansson   | Ligier - Judd                  | 1'45"275 | +4"669   |
| 19                      | 33 | Stefano Modena     | EuroBrun - Ford                | 1'45"304 | +4"698   |
| 20                      | 25 | René Arnoux        | Ligier - Judd                  | 1'45"437 | +4"831   |
| 21                      | 36 | Alex Caffi         | Dallara Scuderia Italia - Ford | 1'45"750 | +5"144   |
| 22                      | 4  | Julian Bailey      | Tyrrell - Ford                 | 1'46"286 | +5"680   |
| 23                      | 32 | Oscar Larrauri     | EuroBrun - Ford                | 1'46"390 | +5"784   |
| 24                      | 29 | Yannick Dalmas     | Lola Larrousse - Ford          | 1'46"422 | +5"816   |
| 25                      | 24 | Luis Pérez-Sala    | Minardi - Ford                 | 1'46"593 | +5"987   |
| 26                      | 21 | Nicola Larini      | Osella - Alfa Romeo            | 1'46"623 | +6"017   |
| Vetture non qualificate |    |                    |                                |          |          |
| NQ                      | 2  | Satoru Nakajima    | Lotus - Honda                  | 1'47"243 | +6"637   |
| NQ                      | 10 | Bernd Schneider    | Zakspeed                       | 1'48"249 | +7"643   |
| NQ                      | 9  | Piercarlo Ghinzani | Zakspeed                       | 1'48"925 | +8"319   |

## Gara
Al via Senna mantenne il comando della corsa, davanti a Berger, Alboreto e Prost; il pilota francese  superò rapidamente i piloti della Ferrari, portandosi in seconda posizione al sesto giro, ma non fu mai in grado di minacciare seriamente il compagno di squadra, che condusse indisturbato fino al traguardo. Nella lotta per la terza posizione ebbe la meglio Boutsen, dopo che il pilota della Benetton aveva messo fuori gara Berger tamponandolo e causandogli una foratura.
Anche Nannini e Alboreto vennero a contatto; il pilota senese si dovette ritirare poco più tardi per problemi ai freni, mentre Alboreto, ripresa la gara nelle retrovie, si produsse in una discreta rimonta prima di uscire di scena definitivamente per un'altra uscita di pista. Salirono così in classifica i due piloti della Williams, che furono però traditi entrambi dalle proprie monoposto. L'alto numero di ritiri permise a scuderie di secondo piano di ottenere buoni piazzamenti: De Cesaris e Martini, quarto e sesto al traguardo, conquistarono i primi punti nella storia di Rial e Minardi, che così evitarono le prequalifiche nella seconda parte del campionato, mentre Palmer giunse quinto per la Tyrrell. Da segnalare che il team di Faenza, per evitare di perdere quella posizione di vitale importanza per il suo futuro, durante la corsa decise di non sostituire le gomme sulla vettura di Martini che, nel corso dell'ultimo giro, si tolse anche lo sfizio di sdoppiarsi di un giro dal leader della corsa, Ayrton Senna.

### Classifica
| Pos | N. | Pilota             | Costruttore/Motore             | Giri | Tempo/Ritiro                  | Griglia | Punti |
| --- | -- | ------------------ | ------------------------------ | ---- | ----------------------------- | ------- | ----- |
| 1   | 12 | Ayrton Senna       | McLaren - Honda                | 63   | 1h54'56"035                   | 1       | 9     |
| 2   | 11 | Alain Prost        | McLaren - Honda                | 63   | + 38"713                      | 4       | 6     |
| 3   | 20 | Thierry Boutsen    | Benetton - Ford                | 62   | + 1 Giro                      | 5       | 4     |
| 4   | 22 | Andrea De Cesaris  | Rial - Ford                    | 62   | + 1 Giro                      | 12      | 3     |
| 5   | 3  | Jonathan Palmer    | Tyrrell-Ford                   | 62   | + 1 Giro                      | 17      | 2     |
| 6   | 23 | Pierluigi Martini  | Minardi - Ford                 | 62   | + 1 Giro                      | 16      | 1     |
| 7   | 29 | Yannick Dalmas     | Lola Larrousse - Ford          | 61   | + 2 Giri                      | 24      |       |
| 8   | 36 | Alex Caffi         | Dallara Scuderia Italia - Ford | 61   | + 2 Giri                      | 21      |       |
| 9   | 4  | Julian Bailey      | Tyrrell - Ford                 | 59   | Testacoda                     | 22      |       |
| Rit | 24 | Luis Pérez-Sala    | Minardi - Ford                 | 54   | Cambio                        | 25      |       |
| Rit | 30 | Philippe Alliot    | Lola Larrousse - Ford          | 46   | Problemi al semiasse          | 14      |       |
| Rit | 33 | Stefano Modena     | EuroBrun - Ford                | 46   | Testacoda                     | 19      |       |
| Rit | 27 | Michele Alboreto   | Ferrari                        | 45   | Collisione con T.Boutsen      | 3       |       |
| Rit | 25 | René Arnoux        | Ligier - Judd                  | 45   | Problemi al surriscaldamento  | 20      |       |
| Rit | 15 | Maurício Gugelmin  | March - Judd                   | 34   | Motore                        | 13      |       |
| Rit | 6  | Riccardo Patrese   | Williams - Judd                | 26   | Problemi elettrici            | 10      |       |
| Rit | 1  | Nelson Piquet      | Lotus - Honda                  | 26   | Testacoda                     | 8       |       |
| Rit | 32 | Oscar Larrauri     | EuroBrun - Ford                | 26   | Cambio                        | 23      |       |
| Rit | 17 | Derek Warwick      | Arrows - Megatron              | 24   | Testacoda                     | 9       |       |
| Rit | 5  | Nigel Mansell      | Williams - Judd                | 18   | Motore                        | 6       |       |
| Rit | 14 | Philippe Streiff   | AGS - Ford                     | 15   | Problemi alle sospensioni     | 11      |       |
| Rit | 19 | Alessandro Nannini | Benetton - Ford                | 14   | Problema alle sospensioni     | 7       |       |
| Rit | 18 | Eddie Cheever      | Arrows - Megatron              | 14   | Problemi elettrici            | 15      |       |
| Rit | 21 | Nicola Larini      | Osella - Alfa Romeo            | 7    | Motore                        | 26      |       |
| Rit | 28 | Gerhard Berger     | Ferrari                        | 6    | Foratura alla gomma anteriore | 2       |       |
| Rit | 26 | Stefan Johansson   | Ligier - Judd                  | 2    | Problemi al surriscaldamento  | 18      |       |
| NP  | 16 | Ivan Capelli       | March - Judd                   | 0    | Infortunato                   | 0       |       |
| NQ  | 2  | Satoru Nakajima    | Lotus - Honda                  |      |                               | 0       |       |
| NQ  | 10 | Bernd Schneider    | Zakspeed                       |      |                               | 0       |       |
| NQ  | 9  | Piercarlo Ghinzani | Zakspeed                       |      |                               | 0       |       |
| NPQ | 31 | Gabriele Tarquini  | Coloni - Ford                  |      |                               | 0       |       |

## Classifiche

### Piloti
| Pos. | Pilota             | Punti |
| ---- | ------------------ | ----- |
| 1    | Alain Prost        | 45    |
| 2    | Ayrton Senna       | 33    |
| 3    | Gerhard Berger     | 18    |
| 4    | Nelson Piquet      | 11    |
| 5    | Thierry Boutsen    | 11    |
| 6    | Michele Alboreto   | 9     |
| 7    | Derek Warwick      | 8     |
| 8    | Jonathan Palmer    | 5     |
| 9    | Andrea De Cesaris  | 3     |
| 10   | Ivan Capelli       | 2     |
| 11   | Satoru Nakajima    | 1     |
| 12   | Alessandro Nannini | 1     |
| 13   | Riccardo Patrese   | 1     |
| 14   | Eddie Cheever      | 1     |
| 15   | Pierluigi Martini  | 1     |

### Costruttori
| Pos. | Team              | Punti |
| ---- | ----------------- | ----- |
| 1    | McLaren - Honda   | 78    |
| 2    | Ferrari           | 27    |
| 3    | Lotus - Honda     | 12    |
| 4    | Benetton - Ford   | 12    |
| 5    | Arrows - Megatron | 9     |
| 6    | Tyrrell - Ford    | 5     |
| 7    | Rial - Ford       | 3     |
| 8    | March - Judd      | 2     |
| 9    | Williams - Judd   | 1     |
| 10   | Minardi - Ford    | 1     |

## Fonti
- Sito di The Official Formula 1, su formula1.com. URL consultato il 10 giugno 2009.
- (EN) Grand Prix Results: United States GP, 1988, su grandprix.com. URL consultato il 18 dicembre 2009.
- (EN) 1988 Grand Prix of the USA, su silhouet.com, Teamdan.org. URL consultato il 18 dicembre 2009.

1. ↑   Tommaso Nelli, E lucevan le stelle: il primo punto della Minardi in Formula 1 - Io Gioco Pulito, in Io Gioco Pulito, 22 marzo 2017. URL consultato il 21 agosto 2017.